# Matthieu Mpika
Matthieu Mpika est un homme politique Congolais. Il fut ministre de Transports et des Voies de communication  dans le gouvernement Muzito I.